# بمب‌گذاری ۲۰۱۰ ولادی‌قفقاز
بمب‌گذاری ۲۰۱۰ ولادی‌قفقاز (انگلیسی: 2010 Vladikavkaz bombing) در بازار مرکزی شهر ولادی‌قفقاز پایتخت جمهوری اوستیای شمالی-آلانیا در جنوب‌غرب روسیه واقع شد. در تهاجمی که با یک خودروی انتحاری در تاریخ ۹ سپتامبر صورت گرفت. خودرو در بازار منفجر شد و حداقل ۱۷ کشته و بیش از ۱۶۰ مصدوم برجای گذاشت.